# ピッツォッケリ

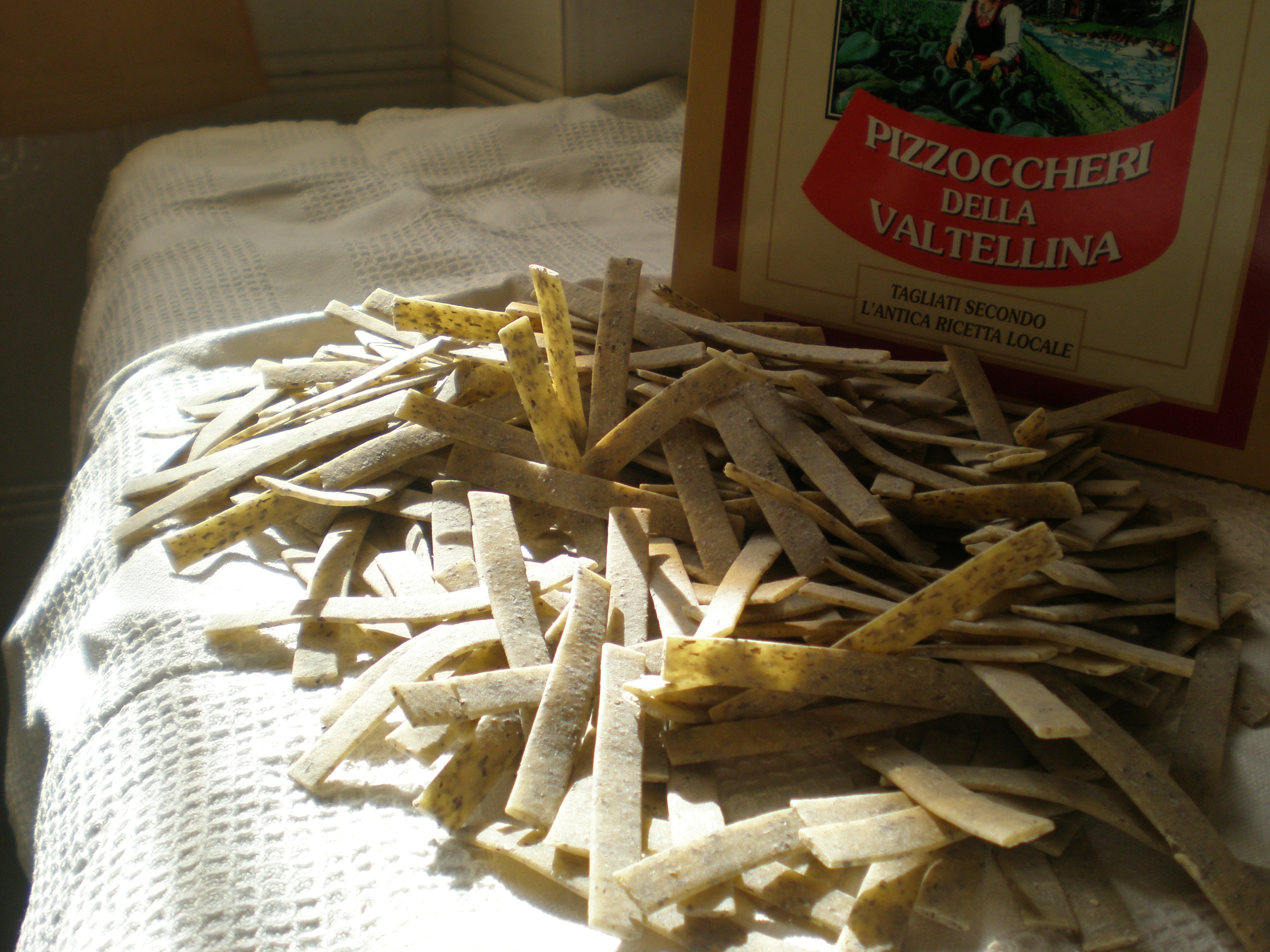
ピッツォッケリ

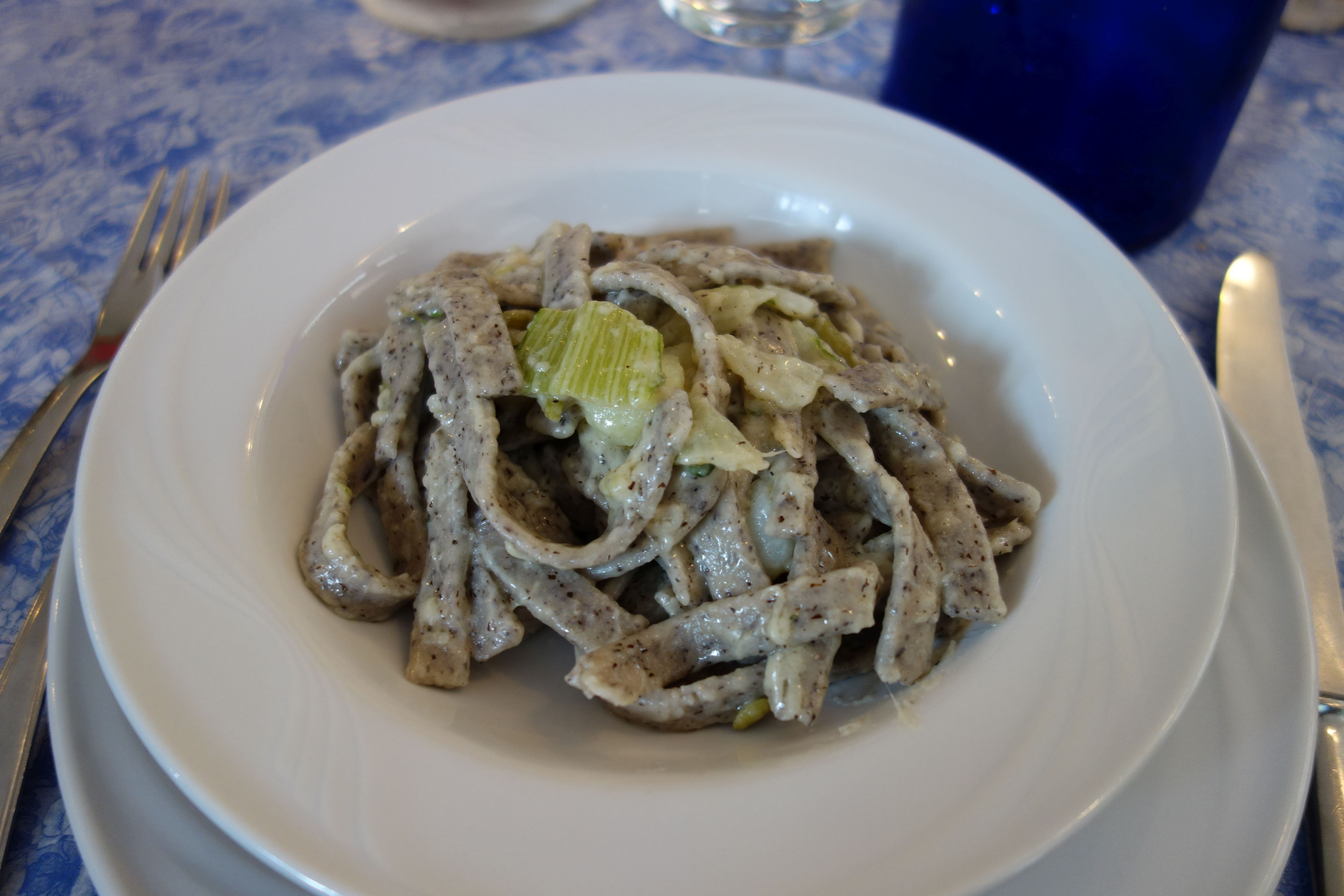
ピッツォッケリの調理例

ピッツォッケリ(pizzoccheri)は、イタリアのロンバルディア州ヴァルテッリーナ地区の名物であるパスタの一種である。蕎麦粉を使用することが特徴に挙げられる。

## 概要
ヴァルテッリーナ地区はロンバルディア州の最北端であり、スイスとの国境にあたる山岳地帯にある。寒く、土地が痩せていて、小麦の栽培が困難なこの地方では、小麦の代わりにソバが作られてきた。
ピッツォッケリは、日本の二八蕎麦と同様の蕎麦粉8：小麦粉2から、蕎麦粉2：小麦粉1ぐらいで任意の比率の混合蕎麦粉をこね、のし棒などで伸ばして成形することで作られる。幅10ミリメートル、厚さ1.5ミリメートル、長さ70ミリメートルという短冊状をしているショートパスタと呼ぶには長く、ロングパスタにしては短いサイズが特徴。これは、材料に蕎麦粉を用いているため、長く伸ばせないことに由来する。
茹でたキャベツ、ジャガイモ、ピッツォッケリをチーズとバターのソースで和えることが多い。
テーリオでは毎年7月と9月に2つの収穫祭であるサグレが開催される。
2016年には欧州連合の地理的表示保護（PGI）の認定を受けた。